# Campeonato Panamericano de Balonmano Junior Femenino de 2004
El VI Campeonato Panamericano de Balonmano Junior Femenino se disputó en Edmonton, Canadá entre el 27 y el 31 de julio de 2004 bajo la organización de la Federación Panamericana de Handball.. El torneo pone 2 plazas en juego para el Campeonato Mundial de balonmano Junior Femenino de República Checa 2005.

## Primera fase

### Grupo A
| Equipo | J | G | E | P | GF | GC | DG  | PTS |
| ------ | - | - | - | - | -- | -- | --- | --- |
| Brasil | 2 | 2 | 0 | 0 | 77 | 27 | +50 | 4   |
| Canadá | 2 | 1 | 0 | 1 | 34 | 56 | -22 | 2   |
| México | 2 | 0 | 0 | 2 | 39 | 67 | -28 | 0   |

#### Resultados
| Fecha      | Hora  | Partido³ | Partido³ | Partido³ | Resultado |
| ---------- | ----- | -------- | -------- | -------- | --------- |
| 27.07.2004 | 15:00 | Brasil   | -        | México   | 43-17     |
| 28.07.2004 | 20:00 | Canadá   | -        | México   | 24-22     |
| 29.07.2004 | 20:00 | Brasil   | -        | Canadá   | 34-10     |

### Grupo B
| Equipo         | J | G | E | P | GF  | GC  | DG  | PTS |
| -------------- | - | - | - | - | --- | --- | --- | --- |
| Argentina      | 3 | 3 | 0 | 0 | 117 | 41  | +76 | 6   |
| Puerto Rico    | 3 | 2 | 0 | 1 | 81  | 65  | +16 | 4   |
| Groenlandia    | 3 | 1 | 0 | 2 | 65  | 72  | -7  | 2   |
| Estados Unidos | 3 | 0 | 0 | 3 | 26  | 111 | -85 | 0   |

#### Resultados
| Fecha      | Hora  | Partido³    | Partido³ | Partido³       | Resultado |
| ---------- | ----- | ----------- | -------- | -------------- | --------- |
| 27.07.2004 | 17:00 | Argentina   | -        | Puerto Rico    | 37-19     |
| 27.07.2004 | 20:00 | Groenlandia | -        | Estados Unidos | 31-10     |
| 28.07.2004 | 16:00 | Argentina   | -        | Groenlandia    | 33-12     |
| 28.07.2004 | 18:00 | Puerto Rico | -        | Estados Unidos | 33-06     |
| 29.07.2004 | 16:00 | Puerto Rico | -        | Groenlandia    | 29-22     |
| 29.07.2004 | 18:00 | Argentina   | -        | Estados Unidos | 47-10     |

### 5º al 7º Puesto
| Fecha      | Hora² | Partido³ | Partido³ | Partido³       | Resultado |
| ---------- | ----- | -------- | -------- | -------------- | --------- |
| 30.07.2004 | 16:00 | México   | -        | Estados Unidos | 40-14     |

### 5º/6º puesto
| Fecha      | Hora² | Partido¹    | Partido¹ | Partido¹ | Resultado |
| ---------- | ----- | ----------- | -------- | -------- | --------- |
| 31.07.2004 | 12:00 | Groenlandia | -        | México   | 34-26     |

## Segunda fase

### Semifinales
| Fecha      | Hora² | Partido³  | Partido³ | Partido³    | Resultado |
| ---------- | ----- | --------- | -------- | ----------- | --------- |
| 30.07.2004 | 18:00 | Brasil    | -        | Puerto Rico | 53-17     |
| 30.07.2004 | 20:00 | Argentina | -        | Canadá      | 31-16     |

### 3º/4º puesto
| Fecha      | Hora² | Partido¹    | Partido¹ | Partido¹ | Resultado |
| ---------- | ----- | ----------- | -------- | -------- | --------- |
| 31.07.2004 | 14:00 | Puerto Rico | -        | Canadá   | 36-32     |

### Final
| Fecha      | Hora² | Partido¹  | Partido¹ | Partido¹ | Resultado |
| ---------- | ----- | --------- | -------- | -------- | --------- |
| 31.07.2004 | 16:00 | Argentina | -        | Brasil   | 23-22     |

| Argentina           |
| Campeón             |
| Argentina 1° título |

### Clasificación general
| 1. Argentina      |
| 2. Brasil         |
| 3. Puerto Rico    |
| 4. Canadá         |
| 5. Groenlandia    |
| 6. México         |
| 7. Estados Unidos |

## Clasificados al Mundial 2005
| Bandera de Argentina | Bandera de Brasil |
| Argentina            | Brasil            |
| -------------------- | ----------------- |